# Anolis chloris
Anolis chloris este o specie de șopârle din genul Anolis, familia Polychrotidae, descrisă de Boulenger 1898. Conform Catalogue of Life specia Anolis chloris nu are subspecii cunoscute.